# Soldat Hook
 Soldat Hook  (títol original en anglès: Trooper Hook) és una pel·lícula estatunidenca dirigida per Charles Marquis Warren, estrenada el 1957. Ha estat doblada al català

## Argument[2]
Després que una banda d'indis Squaws matessin un grup de soldats, el Sergent Hook els captura a ells i el seu líder Nanches. Entre els presos hi ha el fill de Nanches i la mare blanca del noi capturada per ells nou anys abans. La tasca de Hook és escortar la mare i fill fins al marit de la dona. Viatjant amb la diligència s'assabenten que Nanches s'ha escapat i no triga gaire, ell i els seus guerrers, en reclamar el noi.

## Repartiment
- Joel McCrea: Sergent Clovis Hook
- Barbara Stanwyck: Cora Sutliff
- Earl Holliman: Jeff Bennett
- Edward Andrews: Charlie Travers
- John Dehner: Fred Sutliff
- Susan Kohner: Consuela
- Royal Dano: M. Trude
- Celia Lovsky: Señora Sandoval
- Stanley Adams: Heathcliff
- Terry Lawrence: Quito, el fill de Nanchez i Cora
- Rodolfo Acosta: Nanches, Cap P
- Richard Shannon: Ryan
- Sheb Wooley: Townsman
- Jeanne Bates: La filla de Weaver
- Patrick O'Moore: Coronel Adam Weaver